# Berneburg
Berneburg ist ein Stadtteil von Sontra im nordhessischen Werra-Meißner-Kreis.

## Geographische Lage
Der Ort wird vom Bach Cornberger Wasser durchflossen, der in Ortsnähe in die Sontra mündet. Der Kirchberg grenzt an das Dorf. Berneburg liegt westlich des Kernortes Sontra. Am südlichen Ortsrand treffen sich die Bundesstraße 27 und die Landesstraße 3249.

## Geschichte

### Ortsgeschichte
Berneburg ist auch durch die archäologisch bedeutsamen Funde von Knochen und Zähnen von Höhlenbären (Ursus spelaeus) sowie Höhlenlöwen (Panthera spelaea) bekannt. Durch die Funde im Gipssteinbruch wurde belegt, dass diese Tiere in der jung-eiszeitlichen Tierwelt in Nord-Ost Hessen noch nicht ausgestorben waren.
Die älteste bekannte schriftliche Erwähnung von Berneburg erfolgte unter dem Namen Berndeburg im Jahr 1254.
Weitere Erwähnungen erfolgten unter den Ortsnamen (in Klammern das Jahr der Erwähnung): Berneborg (1290), Berneburg (1333) und Bernneburgk (1540). Zum Ort gehörten eine Obermühle und eine Untermühle. Im Jahr 1271 wird erstmals ein Pfarrer genannt. 1309 gehörte das Dorf zum Cyriakusstift in Eschwege. Im Jahre 1478 gab es schon eine Kapelle auf dem Kirchberg. Zur evangelischen Pfarrei gehörten um 1620 als Filialen die Orte Heyerode, Hornel, Mönchhosbach und Cornberg; 1872 war Berneburg evangelische Pfarrei der Klasse Sontra mit den Höfen Hübenthal und Metzlar, Filial Heyerode. 1864 tötete eine Wasserflut sieben Menschen und 1000 Stück Vieh.
Hessische Gebietsreform (1970–1977)
Die bis dahin eigenständige Gemeinde Berneburg wurde zum 1. Juli 1971 im Zuge der Gebietsreform in Hessen auf freiwilliger Basis als Stadtteil nach Sontra eingegliedert. Für Berneburg, wie für alle bei der Gebietsreform nach Sontra eingegliederten Gemeinden, wurde ein Ortsbezirk mit Ortsbeirat und Ortsvorsteher nach der Hessischen Gemeindeordnung gebildet.

### Verwaltungsgeschichte im Überblick
Die folgende Liste zeigt die Staaten und Verwaltungseinheiten, denen Berneburg angehört(e):
- vor 1567: Heiliges Römisches Reich, Landgrafschaft Hessen, Adliger Ort
- ab 1567: Heiliges Römisches Reich (bis 1806), Landgrafschaft Hessen-Kassel, Amt Sontra
  - 1627–1834: Landgrafschaft Hessen-Rotenburg (sogenannte Rotenburger Quart), teilsouveränes Fürstentum unter reichsrechtlicher Oberhoheit der Landgrafschaft Hessen-Kassel bzw. des Kurfürstentums Hessen
- ab 1806: Landgrafschaft Hessen-Kassel, Rotenburger Quart, Amt Sontra
- 1807–1813: Königreich Westphalen, Departement der Werra, Distrikt Eschwege, Kanton Sontra
- ab 1815: Kurfürstentum Hessen, Rotenburger Quart, Amt Sontra[8]
- ab 1821/22: Kurfürstentum Hessen, Provinz Niederhessen, Kreis Rotenburg[9][Anm. 2]
- ab 1848: Kurfürstentum Hessen, Bezirk Hersfeld
- ab 1851: Kurfürstentum Hessen, Provinz Niederhessen, Kreis Rotenburg
- ab 1867: Königreich Preußen, Provinz Hessen-Nassau, Regierungsbezirk Kassel, Kreis Rotenburg
- ab 1871: Deutsches Reich, Königreich Preußen, Provinz Hessen-Nassau, Regierungsbezirk Kassel, Kreis Rotenburg
- ab 1918: Deutsches Reich, Freistaat Preußen, Provinz Hessen-Nassau, Regierungsbezirk Kassel, Kreis Rotenburg
- ab 1944: Deutsches Reich, Freistaat Preußen, Provinz Kurhessen, Landkreis Rotenburg
- ab 1945: Deutsches Reich, Amerikanische Besatzungszone, Groß-Hessen, Regierungsbezirk Kassel, Landkreis Rotenburg
- ab 1946: Deutsches Reich, Amerikanische Besatzungszone, Hessen, Regierungsbezirk Kassel, Landkreis Rotenburg
- ab 1949: Bundesrepublik Deutschland, Hessen, Regierungsbezirk Kassel, Landkreis Rotenburg
- ab 1971: Bundesrepublik Deutschland, Hessen, Regierungsbezirk Kassel, Landkreis Rotenburg, Stadt Sontra
- ab 1972: Bundesrepublik Deutschland, Hessen, Regierungsbezirk Kassel, Landkreis Eschwege, Stadt Sontra
- ab 1974: Bundesrepublik Deutschland, Hessen, Regierungsbezirk Kassel, Werra-Meißner-Kreis, Stadt Sontra

## Bevölkerung

### Einwohnerstruktur 2011
Nach den Erhebungen des Zensus 2011 lebten am Stichtag, dem 9. Mai 2011, in Berneburg 270 Einwohner. Darunter waren 3 (1,1 %) Ausländer.
Nach dem Lebensalter waren 33 Einwohner unter 18 Jahren, 102 zwischen 18 und 49, 57 zwischen 50 und 64 und 78 Einwohner waren älter. Die Einwohner lebten in 108 Haushalten. Davon waren 30 Singlehaushalte, 33 Paare ohne Kinder und 36 Paare mit Kindern, sowie 9 Alleinerziehende und keine Wohngemeinschaften. In 27 Haushalten lebten ausschließlich Senioren und in 51 Haushaltungen lebten keine Senioren.

### Einwohnerentwicklung
| Quelle: Historisches Ortslexikon |                  |
| • 1585:                          | 24 Haushaltungen |
| • 1747:                          | 38 Haushaltungen |

| Berneburg: Einwohnerzahlen von 1834 bis 2020 | Berneburg: Einwohnerzahlen von 1834 bis 2020 | Berneburg: Einwohnerzahlen von 1834 bis 2020 | Berneburg: Einwohnerzahlen von 1834 bis 2020 | Berneburg: Einwohnerzahlen von 1834 bis 2020 |
| --- | -------------------------------------------- | -------------------------------------------- | -------------------------------------------- | -------------------------------------------- |
| Jahr |                                              |                                              |                                              | Einwohner                                    |
| 1834 | 1834                                         |                                              | 369                                          | 369                                          |
| 1840 | 1840                                         |                                              | 551                                          | 551                                          |
| 1846 | 1846                                         |                                              | 488                                          | 488                                          |
| 1852 | 1852                                         |                                              | 482                                          | 482                                          |
| 1858 | 1858                                         |                                              | 432                                          | 432                                          |
| 1864 | 1864                                         |                                              | 441                                          | 441                                          |
| 1871 | 1871                                         |                                              | 411                                          | 411                                          |
| 1875 | 1875                                         |                                              | 405                                          | 405                                          |
| 1885 | 1885                                         |                                              | 392                                          | 392                                          |
| 1895 | 1895                                         |                                              | 382                                          | 382                                          |
| 1905 | 1905                                         |                                              | 391                                          | 391                                          |
| 1910 | 1910                                         |                                              | 410                                          | 410                                          |
| 1925 | 1925                                         |                                              | 417                                          | 417                                          |
| 1939 | 1939                                         |                                              | 386                                          | 386                                          |
| 1946 | 1946                                         |                                              | 649                                          | 649                                          |
| 1950 | 1950                                         |                                              | 508                                          | 508                                          |
| 1956 | 1956                                         |                                              | 400                                          | 400                                          |
| 1961 | 1961                                         |                                              | 379                                          | 379                                          |
| 1967 | 1967                                         |                                              | 374                                          | 374                                          |
| 1970 | 1970                                         |                                              | 387                                          | 387                                          |
| 1984 | 1984                                         |                                              | 269                                          | 269                                          |
| 1990 | 1990                                         |                                              | ?                                            | ?                                            |
| 2000 | 2000                                         |                                              | ?                                            | ?                                            |
| 2011 | 2011                                         |                                              | 270                                          | 270                                          |
| 2015 | 2015                                         |                                              | 268                                          | 268                                          |
| 2020 | 2020                                         |                                              | 253                                          | 253                                          |
| Datenquelle: Historisches Gemeindeverzeichnis für Hessen: Die Bevölkerung der Gemeinden 1834 bis 1967. Wiesbaden: Hessisches Statistisches Landesamt, 1968. Weitere Quellen: ; Stadt Sontra:; Zensus 2011 |                                              |                                              |                                              |                                              |

### Historische Religionszugehörigkeit
| • 1885: | 392 evangelische (= 100 %) Einwohner                              |
| • 1961: | 367 evangelische (= 96,83 %), 12 katholische (= 3,17 %) Einwohner |

## Kultur und Sehenswürdigkeiten

### Kirche
Die evangelische Kirche wurde 1741–43 von dem hessen-kasselischen Landbaumeister Giovanni Ghezzi (1677–1746) erbaut, der zahlreiche Gebäude und Ausstattungen in Nordhessen plante und realisierte, u. a. die evangelischen Kirchen in Altenstädt, Bründersen, Friedwald, Ellingerode, Harmuthsachsen, Roßbach, Wendershausen, Niedergrenzebach und Wolfsanger. In den Kirchenneubau wurden Teile eines älteren Gotteshauses eingebaut. Dreiseitig umlaufende, doppelte Emporen prägen den Raum ebenso wie die Chorstände mit der zentral hinter dem Altar gesetzten Kanzel. Die Orgel wurde 1794 von Johann Wilhelm Schmerbach dem Mittleren (1765–1831) erbaut, der aus einer Familie von Orgelbauern stammte, die über fünf Generationen in Frieda arbeiteten. Er war der Enkel des ersten Orgelbauers seiner Familie, Conrad Schmerbach, und erbaute auch die Orgeln in den evangelischen Kirchen zu Konnefeld, Niederdünzebach, Orferode und Untergeis. Im Fußboden des Chores finden sich mehrere Grabsteine des 18. und 19. Jahrhunderts. Eine Glocke der ehemaligen Kapelle auf dem Kirchberg erklingt heute im Kirchturm dieser Kirche. Der neue – und erste – Taufstein der Kirche, gestaltet von Michael Possinger, wurde am 12. März 2011 in einem Gottesdienst der Gemeinde vorgestellt.

### Anger

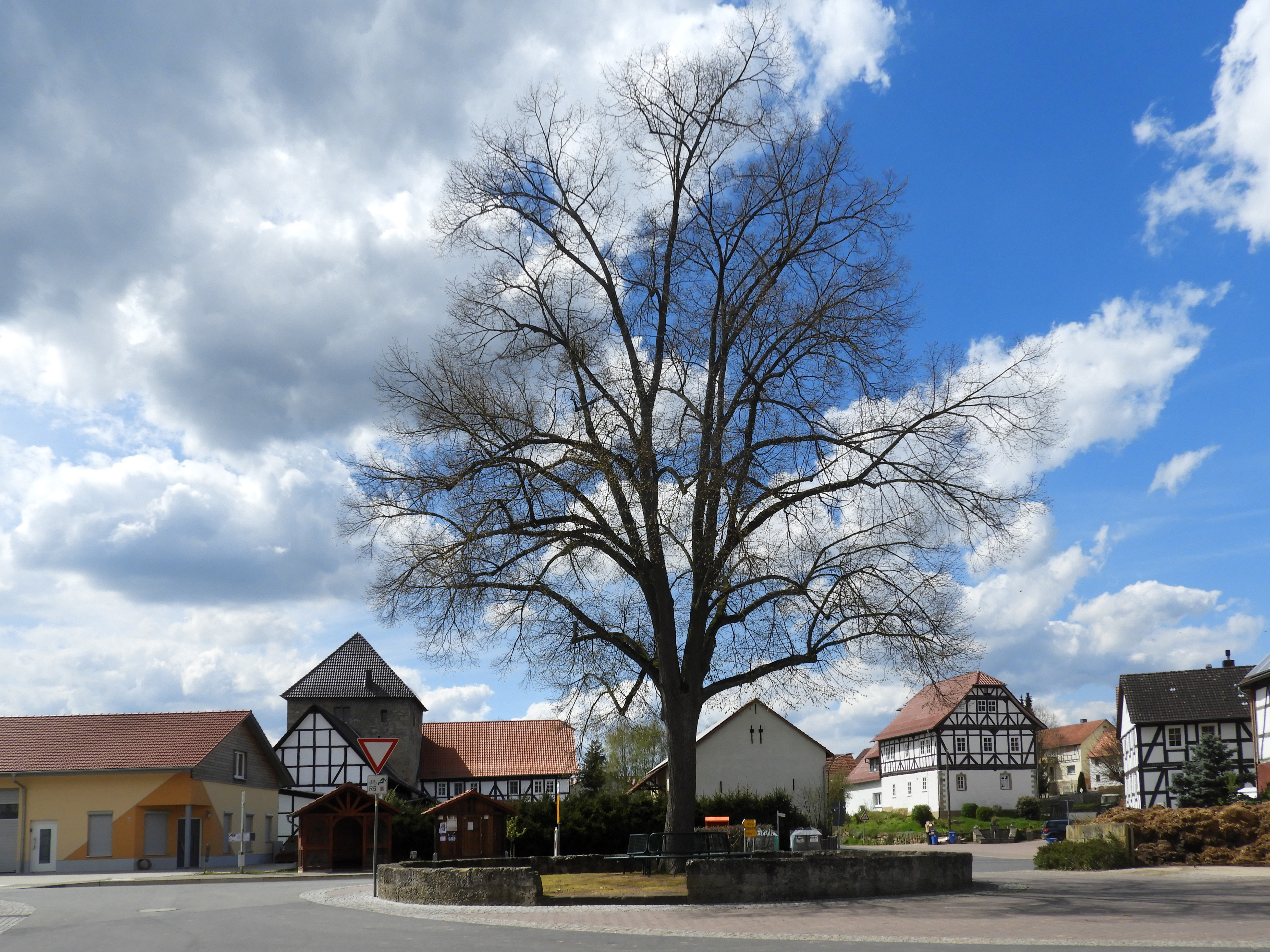
Der Dorfanger mit der Angerlinde und den Burgsitzen.

Der um 1750 angelegte Anger liegt am Fuße des Kirchbergs, im Kreuzungsbereich mehrerer Straßen. Auf dem kreisrunden ummauerten Platz steht eine rund 100-jährige Linde mit einer runden Bank um ihren Stamm. In unmittelbarer Nachbarschaft des Dorfangers stehen mehrere denkmalgeschützte Gebäude:
- Die Gebäudegruppe der "Kemenate" mit dem kurz nach 1385 entstandenen fünfgeschossigem Wohnturm, dem auf das Jahr 1656 datiertem Wohnhaus und der um 1880 errichteten Scheune. Das heutige Wahrzeichen des Ortes war der frühere Adelshof der Herren von Berneburg und der Herren von Biedenfeld.
- Haus Biehlweg 4 mit einem massiven Untergeschoss aus dem Ende des 16. Jahrhunderts und einem Fachwerkaufbau aus der Mitte des 17. Jahrhunderts. Der ehemalige Burgsitz der Herren von Hundelshausen wird als Dorfgemeinschaftshaus genutzt.
- Das zweigeschossige Fachwerkhaus einer Hofanlage im Unterdorf 2 aus der zweiten Hälfte des 18. Jahrhunderts und
- die evangelische Pfarrkirche, als sie in den Jahren 1743 bis 1747 erbaut wurde, musste der Anger verschoben werden.[12]

Als frühere Gerichts- und Versammlungsstätte ist der Anger aus orts- und sozialgeschichtlichen Gründen ein erhaltenswertes Kulturdenkmal.

### Bauwerke
- Evangelische Kirche und ihre künstlerische Ausstattung.
- Wohnturm Berneburg, ehem. Burg, 1386 erstmals genannt. Ein Fachwerkhaus wurde 1656 für Hans Ernst von Biedenfeld errichtet.
- Ehemalige Gerichtsstätte mit Linde in einem runden Mauerring unweit der evangelischen Kirche.

### Vereine
- Der Männergesangverein wurde 1884 gegründet, mit ihm sind die Namen der Lehrer Rüppel und Knierim eng verbunden.
- Der Schützenverein Berneburg wurde 1970 gegründet und verfügt über einen eigenen Luftgewehrschießstand im Vereinslokal
- 1992 gründete sich der FC Kalkofen Berneburg, mit den Sportarten Fußball und Mountainbiking.

## Infrastruktur
- In Berneburg steht ein Dorfgemeinschaftshaus mit einem Raum für die Jugend.